# PGA European Tour
DP World Tour, nome do European Tour por questões de patrocínio, legalmente PGA European Tour (em português: Circuito Europeu de Golfe) é o principal circuito de golfe profissional masculino da Europa. A organização tutela ainda o segundo nível de golfe profissional europeu, o Challenge Tour.

## Vencedores
| Ano  | Ordem de mérito    | Ordem de mérito | Golfista do ano    | Estreante do ano          |
| ---- | ------------------ | --------------- | ------------------ | ------------------------- |
| 2013 | Henrik Stenson     | 4 103 796 €     | Henrik Stenson     | Peter Uihlein             |
| 2012 | Rory McIlroy       | 5 519 118 €     | Rory McIlroy       | Ricardo Santos            |
| 2011 | Luke Donald        | 5 323 400 €     | Luke Donald        | Tom Lewis                 |
| 2010 | Martin Kaymer      | 4 461 011 €     | Martin Kaymer      | Matteo Manassero          |
| 2009 | Lee Westwood       | 4 237 762 €     | Lee Westwood       | Chris Wood                |
| 2008 | Robert Karlsson    | 2 732 748 €     | Pádraig Harrington | Pablo Larrazábal          |
| 2007 | Justin Rose        | 2 944 945 €     | Pádraig Harrington | Martin Kaymer             |
| 2006 | Pádraig Harrington | 2 489 337 €     | Paul Casey         | Marc Warren               |
| 2005 | Colin Montgomerie  | 2 794 223 €     | Michael Campbell   | Gonzalo Fernández-Castaño |
| 2004 | Ernie Els          | 4 061 905 €     | Vijay Singh        | Scott Drummond            |
| 2003 | Ernie Els          | 2 975 374 €     | Ernie Els          | Pater Lawrie              |
| 2002 | Retief Goosen      | 2 360 128 €     | Ernie Els          | Nick Dougherty            |
| 2001 | Retief Goosen      | 2 862 806 €     | Retief Goosen      | Paul Casey                |
| 2000 | Lee Westwood       | 3 125 147 €     | Lee Westwood       | Ian Poulter               |
| 1999 | Colin Montgomerie  | 1 822 880 €     | Colin Montgomerie  | Sergio García             |
| 1998 | Colin Montgomerie  | 993 077 €       | Lee Westwood       | Olivier Edmond            |
| 1997 | Colin Montgomerie  | 798 948 €       | Colin Montgomerie  | Scott Henderson           |
| 1996 | Colin Montgomerie  | 875 146 €       | Colin Montgomerie  | Thomas Bjørn              |
| 1995 | Colin Montgomerie  | 835 051 €       | Colin Montgomerie  | Jarmo Sandelin            |
| 1994 | Colin Montgomerie  | 762 720 €       | Ernie Els          | Jonathan Lomas            |
| 1993 | Colin Montgomerie  | 613 683 €       | Bernhard Langer    | Gary Orr                  |
| 1992 | Nick Faldo         | 708 522 €       | Nick Faldo         | Jim Payne                 |
| 1991 | Seve Ballesteros   | 545 354 €       | Seve Ballesteros   | Per-Ulrik Johansson       |
| 1990 | Ian Woosnam        | 574 166 €       | Nick Faldo         | Russell Claydon           |
| 1989 | Ronan Rafferty     | 400 311 €       | Nick Faldo         | Paul Broadhurst           |
| 1988 | Seve Ballesteros   | 451 560 €       | Seve Ballesteros   | Colin Montgomerie         |
| 1987 | Ian Woosnam        | 253 717 €       | Ian Woosnam        | Peter Baker               |
| 1986 | Seve Ballesteros   | 242 209 €       | Seve Ballesteros   | José María Olazábal       |
| 1985 | Sandy Lyle         | 162 553 €       | Bernhard Langer    | Paul Thomas               |
| 1984 | Bernhard Langer    | 139 344 €       |                    | Philip Parkin             |
| 1983 | Nick Faldo         | 119 416 €       |                    | Grant Turner              |
| 1982 | Greg Norman        | 66 046 €        |                    | Gordon Brand Jnr          |
| 1981 | Bernhard Langer    | 81 036 €        |                    | Jeremy Bennett            |
| 1980 | Sandy Lyle         | 66 060 €        |                    | Paul Hoad                 |
| 1979 | Sandy Lyle         | 49 233 €        |                    | Mike Miller               |
| 1978 | Seve Ballesteros   | 54 348 €        |                    | Sandy Lyle                |
| 1977 | Seve Ballesteros   | 46 436 €        |                    | Nick Faldo                |
| 1976 | Seve Ballesteros   | 39 504 €        |                    | Mark James                |
| 1975 | Dale Hayes         | 20 508 €        |                    | -                         |
| 1974 | Peter Oosterhuis   | 32 127 €        |                    | Carl Mason                |
| 1973 | Peter Oosterhuis   | 17 455 €        |                    | Pip Elson                 |
| 1972 | Peter Oosterhuis   | 18 525 €        |                    | Sam Torrance              |
| 1971 | Peter Oosterhuis   | 9 270 €         |                    | David Llewellyn           |

## Innovation Hub
Em Setembro de 2019, a European Tour e a Tata Communications  lançaram o Pólo de Inovação. Esta concorrência global oferece às empresas em fase de arranque a oportunidade de transformar conceitos em realidade.
- Vencedor 2020: Alugha [4]